# Kostiuhnivka, Manevîci
Kostiuhnivka (în ucraineană Костюхнівка) este localitatea de reședință a comunei Kostiuhnivka din raionul Manevîci, regiunea Volînia, Ucraina.

## Demografie
Componența lingvistică a localității Kostiuhnivka
     Ucraineană (99,63%)
     Alte limbi (0,18%)
Conform recensământului din 2001, majoritatea populației localității Kostiuhnivka era vorbitoare de ucraineană (99,63%), existând în minoritate și vorbitori de alte limbi.